# Chrysopodes (Chrysopodes) spinellus
Chrysopodes (Chrysopodes) spinellus is een insect uit de familie gaasvliegen (Chrysopidae), die tot de orde netvleugeligen (Neuroptera) behoort. De soort komt voor in Brazilië.